# Фридрих Альбрехт (князь Ангальт-Бернбурга)
Фридрих Альбрехт Ангальт-Бернбургский (нем. Friedrich Albrecht von Anhalt-Bernburg; 15 августа 1735, Бернбург — 9 апреля 1796, Балленштедт) — князь Ангальт-Бернбурга из династии Асканиев.

## Биография
Фридрих Альбрехт — старший сын князя Виктора II Фридриха Ангальт-Бернбургского и его второй супруги Альбертины Бранденбург-Шведтской, дочери маркграфа Альбрехта Фридриха Бранденбург-Шведтского.
Фридрих Альбрехт унаследовал в Ангальт-Бернбург после смерти отца и перенёс свою резиденцию из Бернбурга в Балленштедт. Там по его указу был возведён небольшой придворный театр в классицистском стиле. Подданные считали Фридриха Альбрехта менее суровым государём, чем его отец. Князь Фридрих Альбрехт дал женщинам Ангальт-Бернбурга право совершать юридически значимые действия. В Бернбурге он разрешил основать залоговый дом. 22 декабря 1785 года он подписал документы о вступлении в Княжеский союз. Фридрих Альбрехт является основателем Ангальтской коллекции минералов. Причина смерти князя осталась невыясненной: несчастный случай на охоте или суицид.

## Потомки
Фридрих Альбрехт женился 4 июня 1763 года в Бернбурге на Луизе Шлезвиг-Гольштейн-Зондербург-Плёнской, дочери герцога Фридриха Карла. У них родились:
- Алексиус (1767—1834), князь Ангальт-Бернбурга, женат на принцессе Марии Фридерике Гессен-Кассельской (1768—1839), затем на Доротее фон Зонненберг, (1781—1818), далее на Эрнестине фон Зонненберг (1789—1845)
- Паулина Кристина (1769—1820), замужем за князем Леопольдом I Липпе-Детмольдским